# عشق عجیب‌وغریب پورنو
عشق عجیب‌وغریب پورنو (ایتالیایی: Porno Esotic Love) یک فیلم دلهره‌آور ایتالیایی به کارگردانی جو داماتو است که در سال ۱۹۸۰ منتشر شد. این فیلم با استفاده از سکانس‌هایی از اِوای سیاه و امانوئل در بانکوک با چند فوتیج اضافی هاردکور ساخته شد. از بازیگران فیلم می‌توان به لورا خمسر و گابریله تینتی اشاره کرد.